# Caja Heimann
Caja Heimann (7. december 1918 i København – 12. august 1988) var en dansk skuespillerinde.
Oprindelig uddannet bankassistent.
Som skuespiller blev hun uddannet fra Odense Teater i 1943 og optrådte herefter på teatret et par år.
Sidenhen fulgte engagementer på Aalborg Teater, Apolloteatret, Riddersalen, Fiolteatret og Ungdommens Teater.
Herudover medvirkende hun også i Fiffer-revyen og Cirkusrevyen.
I tv fik hun roller i serierne Ka' De li' østers?, Huset på Christianshavn og En by i provinsen.
Hun var i 11 år gift med skuespillerkollegaen Louis Miehe-Renard med hvem hun fik tre børn – Pierre Miehe-Renard, Anja Miehe-Renard og Katja Miehe-Renard – der alle også er gået skuespillervejen.
Blandt de film Caja Heimann nåede at medvirke i kan nævnes Vagabonden (1940), Himlen er blå (1954), Kispus (1956), Pigen og vandpytten (1958), Utro (1966), Far laver sovsen (1967), Rend mig i revolutionen (1970), Hør, var der ikke en som lo? (1978) og Danmark er lukket (1980).
Heimann er begravet på Vestre Kirkegård.